# Nemška vas, Krško
Nemška vas je naselje v Občini Krško.